# Happy Hour!
『Happy Hour!』（ハッピー・アワー）は、2014年4月1日から2019年6月28日までInterFM897で放送されているラジオ番組。かつてはRadio NEO（旧InterFM NAGOYA）でもネット放送されていた。

## 放送時間

### 現在
InterFM897（2017年11月1日 - 2019年6月28日）
- 毎週月曜 - 金曜 16:00 - 19:00

### 過去
InterFM（現InterFM897）・InterFM NAGOYA（現Radio NEO）（2014年4月1日 - 9月30日）
- 毎週月曜 - 木曜 17:00 - 19:00
- 毎週金曜 16:00 - 18:00（TGIF Edition）

InterFM（現InterFM897）・InterFM NAGOYA（現Radio NEO）（2014年10月1日 - 2016年9月30日）
- 毎週月曜 - 金曜 11:00 - 13:57

InterFM897（2016年10月3日 - 2017年10月31日）
- 毎週月曜 - 金曜 11:00 - 13:57

## パーソナリティ

### 現在
- 吉村昌広（月曜 - 水曜担当、2017年11月1日[6] - ）
- トムセン陽子（水曜・木曜 → 木曜・金曜担当、2014年4月1日[7] - 2016年12月14日[8]、2017年11月1日[6] - ）

### 過去
- 野村雅夫（月曜・火曜担当、2014年4月1日[9] - 9月30日[5]）
- 井手大介（TGIF Edition → 木曜・金曜担当、2014年4月4日[3] - 2017年10月27日[10]）
- 渡辺麻耶（産休中のトムセンの代打として月曜 - 水曜担当、2016年12月19日[11] - 2017年10月31日[4]）

## タイムテーブル

### 現在
- 16:00 オープニング
- 16:10 TOKYO UPDATE
- 17:20 JAZZ IN TOKYO
- 17:40 - 17:56 BEAMS TOKYO CULTURE STORY - 土井地博（BEAMS）
- 17:56 - 18:00 MINATO VOICE
- 18:00 TOKYO UPDATE

## 主なコーナー
- JAZZ IN TOKYO

週替りの選曲コーナー